# Ludwig von Welden
Franz Ludwig Baron von Welden (16 de junio de 1782, Laupheim - 7 de agosto de 1853, Graz) fue un oficial del ejército austríaco cuya carrera alcanzó su culmen como comandante en jefe de la artillería austríaca.

## Biografía
Nacido en Laupheim, sus padres fueron el magistrado Carl von Welden y su esposa, la condesa Judithe Marie von Künigl von Ehrenburg. Ludwig era miembro de la noble familia von Welden, a quien se le dio el gobierno de Laupheim después de la guerra campesina en 1582.

Ludwig von Welden se unió el ejército del Ducado de Wurtemberg en 1798, participando en la guerra contra la Francia revolucionaria. En 1802, entró al servicio de Austria y se convirtió en prisionero de guerra francés en 1809. Luego de un intercambio de prisioneros, participó en la batalla de Aspern-Essling como comandante en el ejército austríaco.

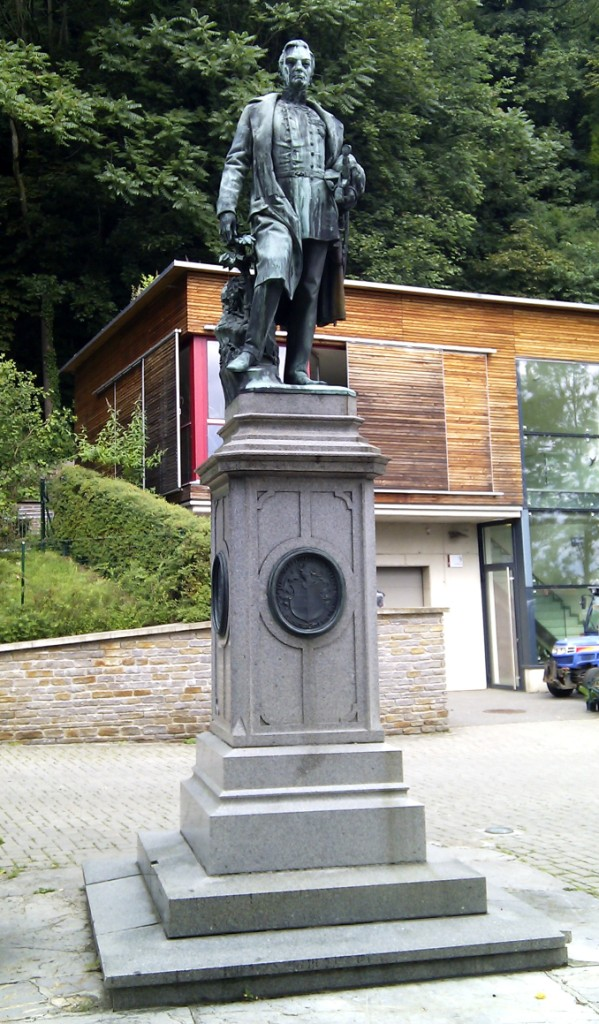
Monumento a von Welden en Schloßberg.

En 1812, se convirtió en parte del personal del estado mayor del príncipe Schwarzenberg. Después de haber sido ascendido al rango de teniente coronel, Ludwig von Welden sirvió con distinción como oficial de estado mayor en Italia en 1814 y, después de la captura de Mantua, se le dio la tarea de repatriar al ejército francés, que había capitulado allí, hasta el sur Francia. En 1815, Ludwig von Welden era oficial del estado mayor del ejército que se formó para enfrentarse a Joaquín Murat, el destronado rey de Nápoles. Durante esta campaña, fue ascendido al rango de coronel y, en 1816, a brigadier del cuerpo de ingenieros austriaco.
Después de esto, von Welden se convirtió en jefe de la oficina topográfica del ejército, y sirvió durante la campaña en Piamonte en 1821 como jefe del estado mayor. También supervisó el registro topográfico de la región. En 1824, publicó una monografía sobre el Monte Rosa.
Desde 1832 hasta 1838, fue delegado en la comisión militar central de la Confederación Germánica en Fráncfort. Después de haber sido ascendido al rango de teniente mariscal de campo, tomó el mando de una división en Graz en 1838 y, en 1843, asumió el mando general del Tirol. Durante el levantamiento de Lombardía en 1848, logró asegurar las líneas de comunicación del General Radetzky a Austria y luego fue puesto a cargo del cerco de Venecia.
En septiembre de 1848, Ludwig van Welden fue nombrado gobernador de Dalmacia, con poderes militares y civiles. También sirvió con el mismo cargo en Viena, después de que fuera reconquistada por las tropas imperiales durante el curso de la revolución de 1848. El 27 de noviembre de 1848, se le concedió la cruz de comandante de la orden militar de María Teresa.
Después de que el príncipe de Windischgrätz no pudo reprimir los movimientos revolucionarios en la revolución húngara de 1848, von Welden recibió el mando supremo del ejército austríaco en Hungría en abril de 1849. Sin embargo, después de la conquista húngara de Ofen en mayo, fue reemplazado por Julius Jacob von Haynau y regresó a Viena para retomar su cargo de gobernador, también fue ascendido al segundo rango más alto en el ejército austríaco, Feldzeugmeister.
Debido a su mala salud, Ludwig von Welden se retiró del servicio militar activo en 1851 y murió en Graz en 1853.

## Familia
Se casó dos veces. Su primera esposa fue la condesa Teresa von Soppranza. Después de la muerte de su primera esposa, se casó con la baronesa Maria von Aretin el 8 de abril de 1833. Del matrimonio nació su hija Anna, que se casó con el conde Richard Belcredi en 1854.